# Tikkit

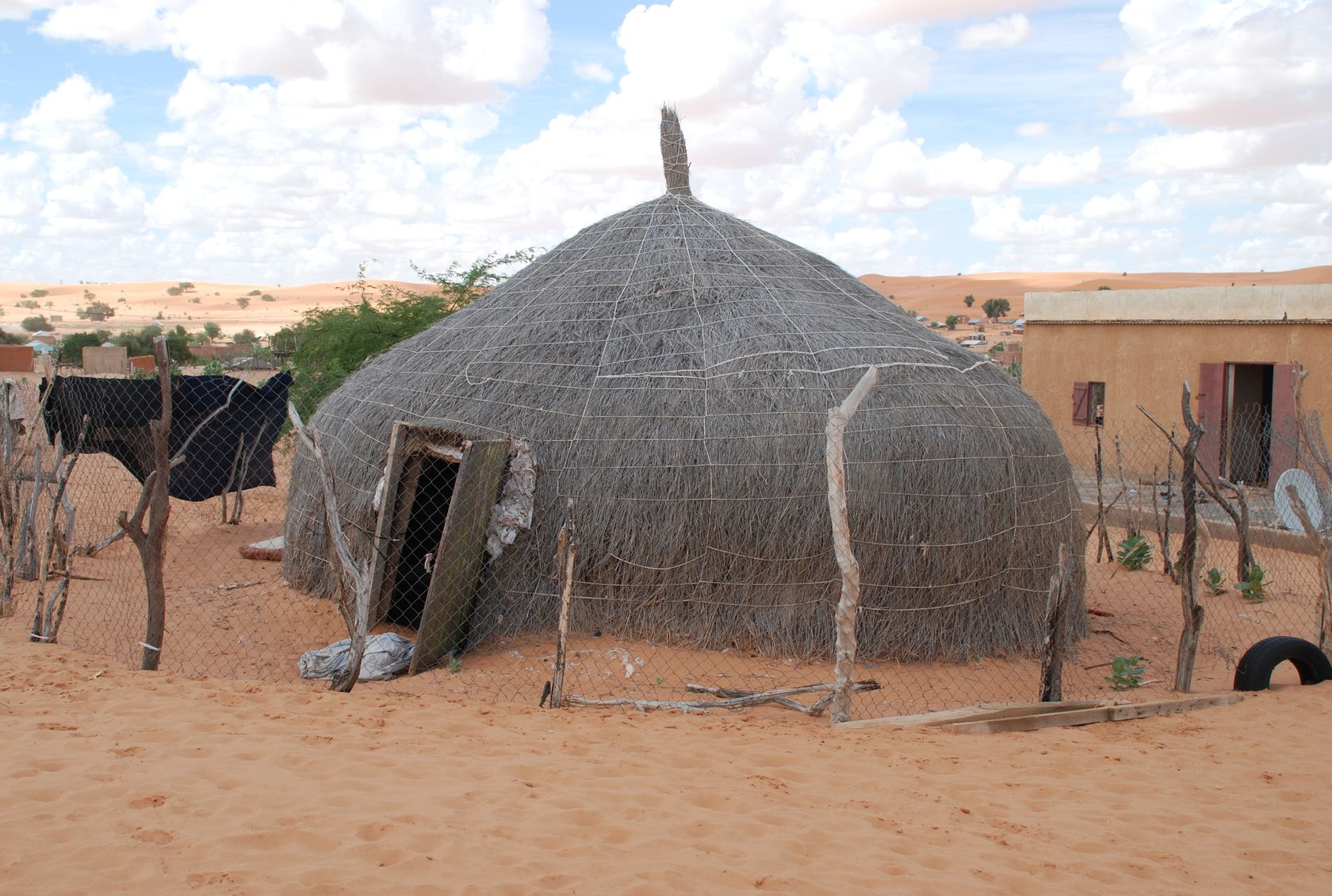
Tikkit in einer Siedlung drei Kilometer außerhalb von Boutilimit. Ansonsten verweisen Zelte zwischen den Häusern auf den Übergang von der nomadischen zur sesshaften Lebensweise

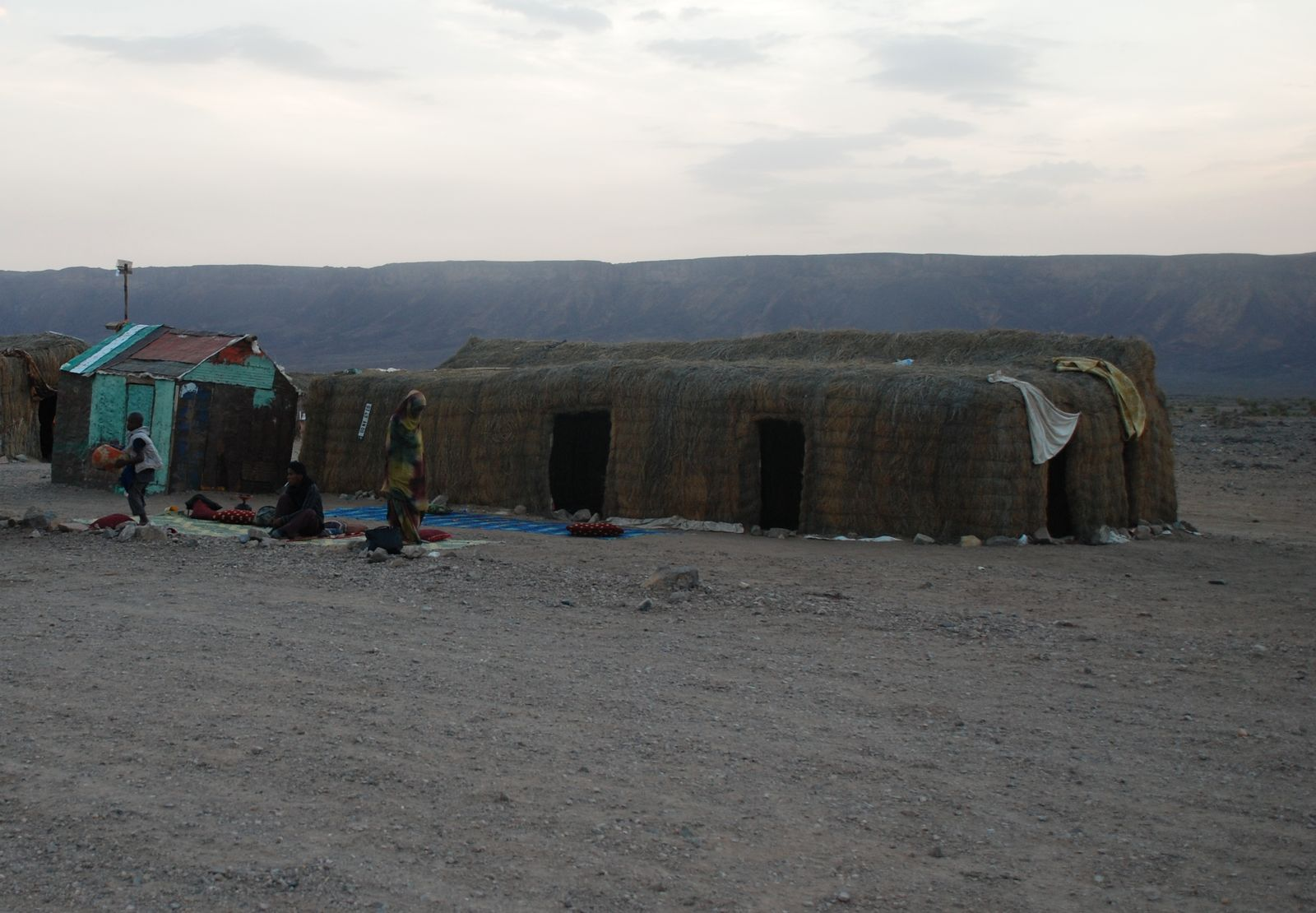
Raststätte und Übernachtungsplatz an der Piste halbwegs zwischen Choum und Atar

Die Tikkit (berberisch/hassania), DMG tīkkīt, Pl. tīkkatān, ist eine einfache Hütte aus Stroh, Zweigen oder Krüppelholz in den von der arabischen Kultur geprägten Gebieten von Mauretanien. Die häufig runden Unterkünfte sind in der gesamten Sahararegion des Landes vereinzelt in den Gärten von Dattelpalmen-Oasen und in größerer Zahl in der nördlichen Adrar-Region anzutreffen.
Die berberisch-arabische Bidhan-Bevölkerung lebte bis zur Unabhängigkeit Mauretaniens 1960 fast ausschließlich in Zelten, die auf Arabisch Khaimas (ḫaīma, Pl. ḫīām) genannt werden. Die Nomaden waren mit Kamelen und Ziegen auf der Suche nach Flecken von Weideland in der Wüste unterwegs. An etwa einem Dutzend Oasen sind im Mittelalter kompakte Handelszentren entstanden mit lehmverputzten Häusern aus Bruchsteinen, zwischen denen enge Gassen hindurchführen. Andere Oasen wurden und werden nur während der Dattelernte, die mit dem Beginn der Regenzeit im Juli zusammenfällt, zu einem Zeltlager und Ort der Zusammenkunft für die Plantagenbesitzer. Den Rest des Jahres lebten früher nur deren Tributpflichtige (hassania Pl. znāga, Sg. znāgī oder Pl. laḥma, Sg. laḥmī) und Sklaven (Pl. abīd, Sg. ʿabd) als Feldarbeiter in der Oase. Ihre Tikkits lagen innerhalb der Palmenpflanzungen. Das in den almoravidischen Ruinen von Azougui gelegene heutige Dorf vergrößert sich jedes Jahr in den heißen Sommermonaten, wenn die für die Dattelernte angereisten Familien aus der Stadt Tikkits bauen. Diese halbbeweglichen Wohnstätten bilden neben Zelten und Steinhäusern einen dritten Typus von traditionellen Unterkünften in Mauretanien.
Die Imraguen (Pl. imrāgen, Sg. amrig) sind traditionelle Fischer an der Atlantikküste. Sie gehören innerhalb der mauretanischen Klassengesellschaft zur untersten sozialen Schicht und leben in kleinen Gruppen fernab von Fahrstraßen zwischen Nouakchott und Nouadhibou in Zelten oder in bescheidenen Hütten, die sie auf den Sanddünen errichten. Ihre Hütten bestehen aus Seegräsern (Zostera) und zum Teil aus Treibgut.

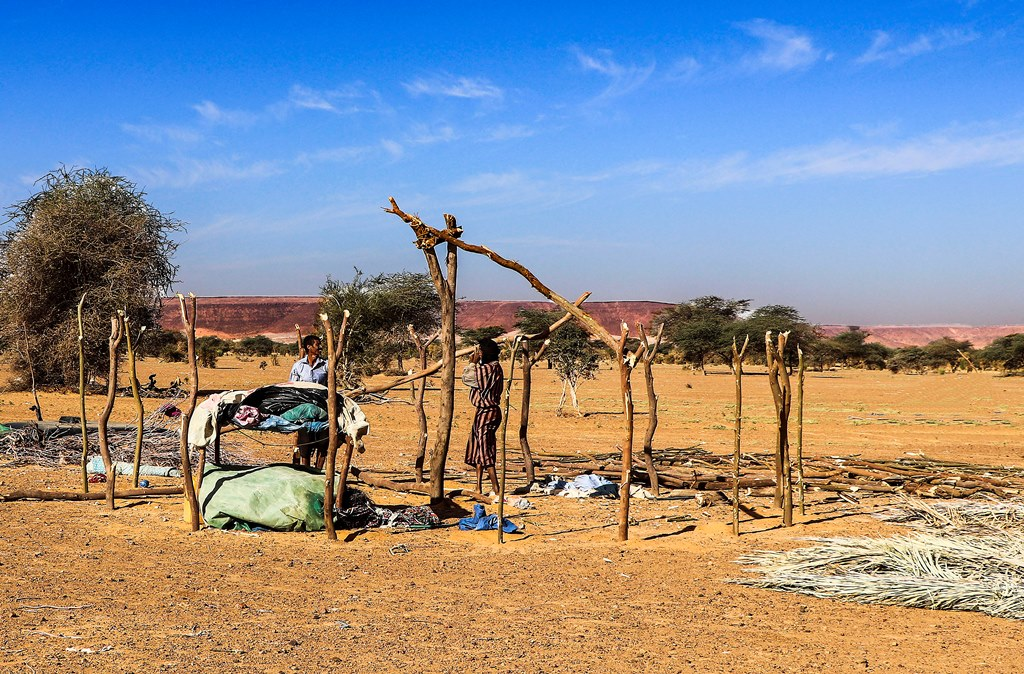
Bau eines Tikkit

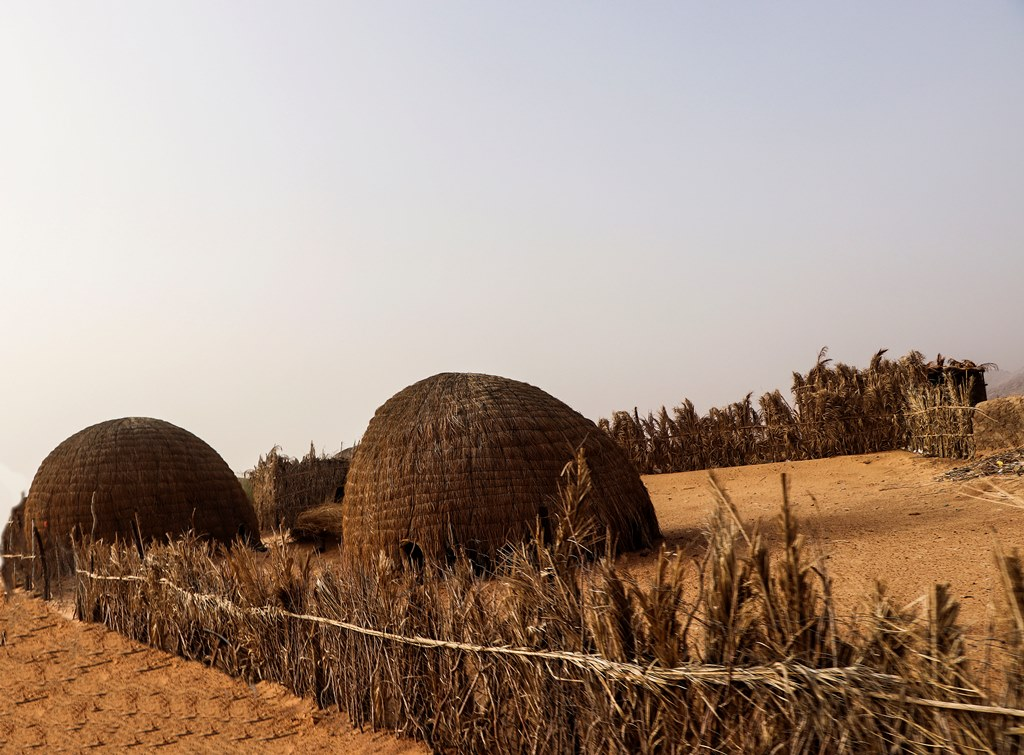
Tikkit in Mhaïreth, Region Adrar

Tikkits können sehr unterschiedliche Formen haben. Häufig sind es kegelförmige Rundhütten mit einem Baumstamm als Mittelstütze, deren Bauweise auf schwarzafrikanische Einflüsse zurückgeht. Andere Hütten bilden eine ebenmäßige Rundkuppel. Seltener sind langgestreckte Hütten mit Tonnendächern. Einige Kilometer nördlich von Atar liegt die Siedlung Laouena mit mehreren Dutzend kuppelförmigen Tikkits. Zum Bau werden unter anderem Dattelpalmenblätter oder Zweige von Tamarinden (f. agānāte, tāgāna, Pl. agānāt) verwendet. Die Gräser, Blätter oder Holzstücke werden mit Schnüren zusammengehalten, die aus Rindenfasern des Baobab (Sg. f. teīdume, Pl. teidum) hergestellt werden.
Primitive Hütten werden im französischsprachigen Nordafrika allgemein gourbi genannt. Die Tukul in Äthiopien und im Südsudan sind keine Hütten, sondern Rundhäuser mit festen Wänden und einem kegelförmigen Strohdach.